# Перриман, Стив
Стивен Джон (Стив) Перриман (род. 23 января 1952 года в Илинге, Мидлсекс) — английский футболист и футбольный тренер. Известен выступлениями за «Тоттенхэм Хотспур» в конце 1970-х и в начале 1980-х годов. В 1982 году Перриман был признан футболистом года в Англии по версии журналистов, ему также принадлежит клубный рекорд по проведенным матчам за Тоттенхэм, он сыграл 854 игры за клуб. В настоящее время он директор клуба в Эксетер Сити.

## Карьера игрока
За свою семнадцатилетнюю карьеру в Тоттенхэме, он стал обладателем Кубка УЕФА в 1972 и 1984 годах, кубка Англии в 1981 году и 1982, Кубка Лиги в 1971 и 1973 годах.
После ухода с Уайт Харт Лейн, Перриман переехал в Оксфорд Юнайтед в 1986 году, а затем в Брентфорд как играющий тренер в том же году.
Перриман сыграл один матч за сборную Англии, выйдя на замену на 70-й минуте в матче против Исландии 2 июня 1982 года.

## Достижения

### Клубные
«Тоттенхэм»
- Обладатель кубка футбольной лиги: 1971, 1973
- Обладатель кубка УЕФА: 1972, 1984
- Финалист кубка УЕФА: 1974
- Обладатель кубка Англии: 1981, 1982

### Индивидуальные
- Футболист года по версии Ассоциации футбольных журналистов: 1982